# Згромадження святого Василія
Згромадження св. Василія (чи Конгрегація Отців Василіян; лат. Congregatio Sancti Basilii) — католицький монаший чин латинського обряду, що жиє за чернечим статутом Василія Великого.

## Історія утворення
Ідея утворення в Конгрегації з'явилися в епоху Французької революції, коли в 1790 році у громадянській конституції духовенства було визначено положення римо-католицької церкви. Криза французької церкви зупинила підвищення рівня духовності та освіти духовенства. Це завдання взяло на себе десятеро католиків, які не клялися дотримуватися громадянської конституції духовенства.
У першій декаді XIX століття священники заснували школу в селі біля міста Анноне, розташоване в горах на південному сході Франції. Це місце мало стратегічне положення, так як мало лише одну під'їздну дорогу. В той час священники, попереджені цивільними особами (при наближенні солдат), могли сховатися в горах. У перші роки свого існування, згромадження діяло на засадах фундації, яка в 1822 році стала Конгрегацією.
У 1852 році василіани на прохання єпископа від Торонто, який був випускником семінарії в Анноні, відкрили в Канаді коледж Святого Михаїла, за взірцем шкіл у Франції. Освітня діяльність василіян у Канаді та Сполучених Штатах розвинулася у другій половині ХІХ століття. Навчальні заклади були засновані у Віндзорі, Детройті, Мічигані, Техасі.
На початку ХХ століття антиклерикальна політика Франції змусила василіян піти із освітньої діяльності. Це погіршило координацію роботи василіан в Америці. У 1922 році відбувся розкол у конгрегації на французьку та американську гілки. Причиною розколу були також розбіжності у визначенні правил чернечого життя. Американська гілка думала, що мали би бути обітниці бідності, з якою французи не згоджувалися. Конфлікт завершився в 1954 році, коли папа Пій XII знову об'єднав дві громади.
Перша половина XX століття була особливо важкою для василіян через дві світові війни. В Америці в той же час душпастирська діяльність активно розвивалася. У 1930 році парафіяни почали працювати з мексиканським населенням в Техасі. У шістдесятих роках були утворені парафії в Мехіко, заснований монастир у Техуакані, і недалеко від міста Култапек. У 1987 році також була зансована парафія, школа і медичний центр в Калі, Колумбія.
Згромадження не мало явного засновника, який визначив би напрямок діяльності і встановив строгі правила релігійного життя. Хоча на початку існування конгрегації сфера діяльності не була до кінця визначена, то з часом стало звичним, що василіани займаються в основному роботою з молоддю працюють в сфері охорони здоров'я. Вони створили мережу навчальних закладів, в основному в США, у Франції та Англії. У зв'язку з їх діяльністю, разом з Василієм Великим, до покровителів були прийняті наступні святі: святий Франциск Ассізький — зразок бідності, Тома Аквінський — покровитель студентів і богословів, Іван Боско — покровитель молоді.
В даний час василіяни мають 45 парафій у Канаді, США, Великій Британії та Франції. За даними 2005 року конгрегація нараховувала 291 ченця, серед яких було 280 висвячених до священничого стану.